# Nasriden (Granada)

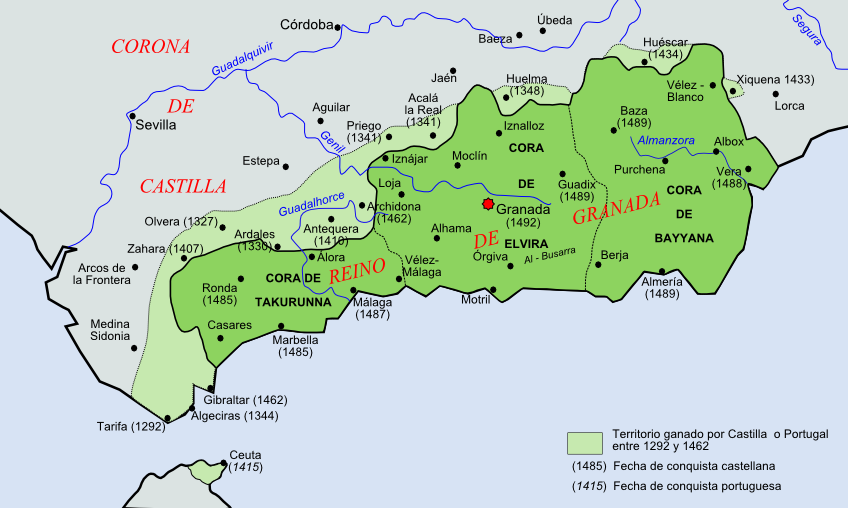
Nasridenreich von Granada

Die Nasriden bzw. Naṣriden (arabisch بنو نصر, DMG Banū Naṣr; 1232–1492) waren die letzte muslimisch-maurische Dynastie des Emirats von Granada auf dem Gebiet der heutigen spanischen Region Andalusien.

## Anfänge

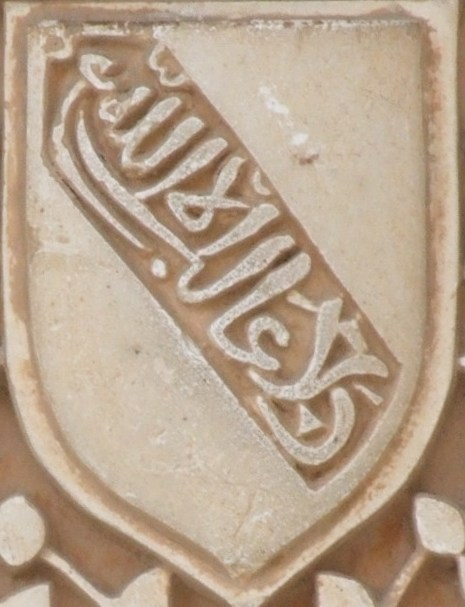
Wappen der nasridischen Dynastie von Granada mit dem Motto – Wa-lā ġāliba illā ʾllāh („Es gibt keinen Sieger außer Gott“)

Nach der Schlacht bei Las Navas de Tolosa (1212) begann die Auflösung der almohadischen Herrschaft in al-Andalus. Mit dem Aufstand des Ibn Hud bei Murcia und dessen Ausweitung auf ganz Andalusien brach das Regime der Almohaden endgültig zusammen. Allerdings konnte Ibn Hud das Land nicht gegen Kastilien und León verteidigen. 1230 und 1231 erlitt er mehrere Niederlagen und musste Tribute an die Christen entrichten. 
Das Emirat von Granada und die Dynastie der Naṣriden haben ihren Ursprung in der Person des arabischstämmigen Muḥammad Yūsuf bin Naṣr „al-Aḥmar“ (1232–1272), der sich 1232 in Arjona zum Sultan ausrufen ließ. Da er erkannte, dass er dem Vormarsch Ferdinands III. von Kastilien nichts entgegenzusetzen hatte, stellte er sich an dessen Seite. Gemeinsam mit Ferdinand unterzeichnete er 1236 nach dem Fall von Córdoba einen Waffenstillstand mit Ibn Hud. 1237 ließ sich Muḥammad in Granada nieder und gründete damit das Naṣridenreich von Granada. 1246 unterzeichnete er mit Ferdinand III. den Vertrag von Jaén, der als Geburtsurkunde des Reichs von Granada gelten kann. Doch unterstellte sich der granadinische Sultan in diesem Vertrag auch dem christlichen König als Vasall; er verpflichtete sich zu einem beträchtlichen Tribut und zur militärischen Hilfeleistung bei kriegerischen Aktionen. So geriet er in die demütigende Lage, an der Seite Kastiliens mit einem Kavalleriecorps an der Belagerung Sevillas teilzunehmen, bis die Stadt schließlich 1248 von den Christen erobert wurde. Diese Haltung unterminierte Muḥammads Ansehen bei der muslimischen Bevölkerung, die sich dessen Machtlosigkeit bewusst war. Dennoch konnte Muḥammad I. ibn Naṣr bis zu seinem Tod das Emirat von Granada konsolidieren und durch die Aufnahme muslimischer Flüchtlinge auch die Wirtschaft beleben.
Unter Muḥammads Sohn Muhammad II. al-Faqih (1273–1302) wurde das Reich im Innern durch die Errichtung einer soliden Verwaltung entscheidend gefestigt. Seine Schaukelpolitik gegenüber den Meriniden führte jedoch zu einem Zerwürfnis mit diesem Herrschergeschlecht, so dass die Naṣriden im Kampf gegen Kastilien von nun an keine Unterstützung aus Nordafrika mehr erwarten konnten. Der Versuch Muḥammads III., das Reich auf Kosten der Meriniden und Aragons auszuweiten, führte zu einem verheerenden Gegenschlag, so dass Muḥammad III. aufgrund des Unmuts in der Bevölkerung entmachtet wurde. Auch unter den nächsten Herrschern hielten die militärischen Misserfolge und die Unzufriedenheit an. Erst unter Muḥammad IV., der sich als mutiger und energischer Herrscher erwies, konnte sich die Lage mit der Eroberung strategisch wichtiger Städte langsam konsolidieren.

## Höhepunkt
Das Emirat von Granada erreichte seinen wirtschaftlichen und kulturellen Höhepunkt unter Yusuf I. (1333–1354) und Muḥammad V. (1354–1391). In dieser Zeit konnten die Naṣriden die Kontrolle über die Meerenge von Gibraltar zurückgewinnen und den Handel ausweiten. Gleichzeitig wurde Granada stark ausgebaut und es wurden mehrere Paläste in der Alhambra, u. a. der Löwenhof, errichtet. Daneben erwiesen sich die Herrscher auch als Mäzene der Künste, der Natur- und Geisteswissenschaften.

## Niedergang
Im 15. Jahrhundert begann der Niedergang des Emirats. Es begann mit einer Periode relativen äußeren Friedens, da im Inneren mehrere Sippen um die Macht im Reich kämpften. Viele der Herrscher ließen bei ihrer Thronbesteigung aus Angst vor Rivalität andere Thronanwärter einkerkern oder gar ermorden, wodurch die Schärfe der dynastischen Kämpfe jedoch nur zunahm. Zwar konnte das Reich unter Abu l-Hasan Ali (1464–1482) zeitweise wieder befriedet und konsolidiert werden, doch gewann Kastilien nach der Vereinigung mit Aragón 1479 ein erdrückendes Übergewicht. 1485 begann das vereinigte Spanien mit der systematischen Eroberung des Emirats, während die Muslime ihre Kräfte in einem Bürgerkrieg erschöpften. Granada musste 1492 kapitulieren und fiel an die katholischen Könige. Dies bedeutete das Ende der muslimischen Staatlichkeit auf der Iberischen Halbinsel.

## Stammbaum der Naṣriden
- Naṣr (Namensgeber der Dynastie)
  - Yusūf ibn Naṣr
    - (1) Muhammad I. ibn Nasr (1232–1273) (Gründer der Dynastie)
      - (2) Muhammad II. al-Faqih (1273–1302)
        - (3) Muhammad III. (1302–1309)
        - (4) Nasr (1309–1314)

  - Ismail 
    - Abu Said Faray
      - Muhammad
        - Ismail
          - (10) Muhammad VI. (1360–1362)
            - Ibn al-Mawl u. Tochter
            - (16) Yusuf IV. (1432)

      - (5) Ismail I. (1314–1325) 
        - (6) Muhammad IV. (1325–1333)
        - (7) Yusuf I. (1333–1354)
          - (8) Muhammad V. (1354–1359 und 1362–1391)
            - (11) Yusuf II. (1391–1392)
              - (12) Muhammad VII. (1392–1408)
              - (13) Yusuf III. (1408–1417)
                - (14) Muhammad VIII. (1417–1419 und 1427–1429)
                  - (19) Muhammad XI. (1453–1454)

              - Ahmad
                - (18) Yusuf V. (1445–1446 und 1462)

              - Ali
                - (20) Abu Nasr Saʿd (1454–1462 und 1462–1464)
                  - (21) Abu l-Hasan Ali „Muley Hacén“ (1464–1482 und 1483–1485)
                    - (22) Muhammad XII. „Boabdil“ (1482–1483 und 1486–1492)

                  - (23) Muhammad XIII. „El Zagal“ (1485–1486)

            - Nasr
              - (15) Muhammad IX. (1419–1427, 1429–1431, 1432–1445 und 1448–1453)
              - Utman
                - (17) Muhammad X. (1445 und 1446–1448)

          - (9) Ismail II. (1359–1360)